# Divisió del Sud
La divisió del Sud o divisió Meridional (Southern Division) fou una entitat administrativa de la presidència de Bombai, Índia Britànica, situada a la part sud d'aquesta. La capital era Belgaum. Tenia una superfície de 64.734 km² i una població de 5.070.692 habitants el 1901. Els hindús eren el 89% i els musulmans el 9% (janistes un 1%, cristians, sikhs, budistes, parsis, jueus i animistes completaven la resta).
Estava formada pels següents districtes:
- Districte de Belgaum
- Districte de Dharwar
- Districte de Bijapur
- Districte de North Kanara
- Districte de Ratnagiri
- Districte de Kolaba

La població el 1872 era de 4.693.629 habitants, el 1881 de 4.370.220 habitants, i el 1891 de 5.008.063 habitants.
En total hi havia 50 ciutats i 7.527 pobles. Les principals ciutats eren Hubli (60.214) Belgaum (36.878), Dharwar (31.279), Gadag (30.652), i Bijapur (23.811).
Les agències sota supervisió del Comissionat de la divisió eren: 
- Agència de Kolaba (Janjira i Savantvadi)
- Agència de Bijapur (Jath i Daphlapur)
- Agència de Dharwar (Savanur)